# Снядецкий, Анджей

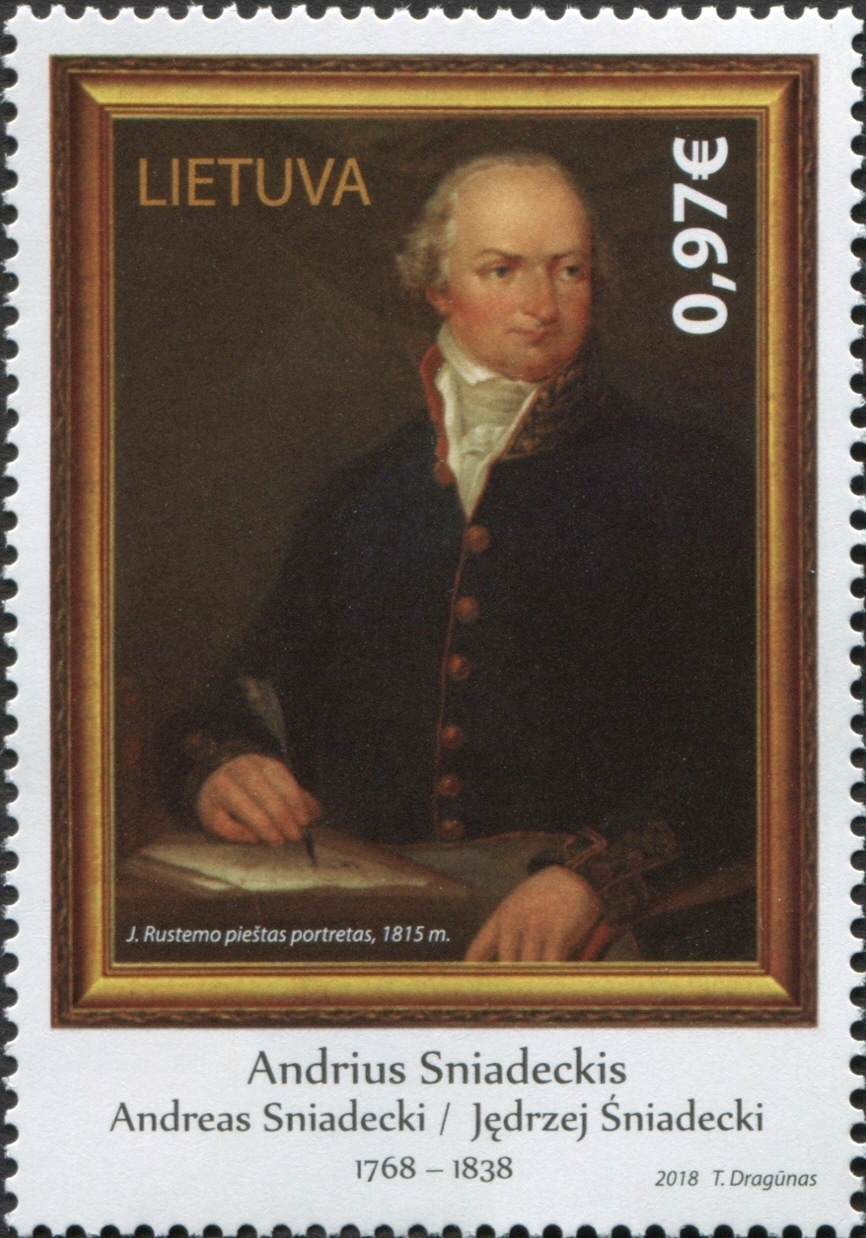
Почтовая марка Литвы (2018)

А́нджей (Андре́й) Сьняде́цкий (пол. Jędrzej Śniadecki, лит. Andrius Sniadeckis; 30 ноября 1768, под Жнином, Быдгощское воеводство, Речь Посполитая — 12 мая 1838, Вильна, Российская Империя) — врач, биолог, химик; профессор Виленского университета, младший брат Яна Снядецкого.

## Биография
Родился 30 ноября 1768 года под Жнином в Быдгощском воеводстве (ныне Куявско-Поморское воеводство, Польша). Сын пивовара и бургомистра местечка Жнин, младший брат Яна Снядецкого и отец Людвики Снядецкой и Зофьи Снядецкой.
Изучал в Ягеллонском университете в Кракове медицину. Совершенствовался в Павии, Вене, Эдинбурге. В Эдинбургском университете, обучаясь у профессора Джозефа Блэка (1728—1799), заинтересовался химией.
Умер 11 мая 1838 года. Похоронен в деревне Городники (Ошмянский район Гродненская область) на семейном кладбище.

## Виленский период
По рекомендации брата Яна Снядецкого был в 1797 году назначен профессором химии в виленской Главной школе, вскоре преобразованной в императорский Виленский университет (1803). Лекции читал на польском языке. По его инициативе было сооружено специальное здание для преподавании химии и оборудована лаборатория. Написал первый польский учебник химии (2 тома, 1800) и трёхтомный труд по биохимии (1804—1811).
В 1823—1838 годах проживал на улице Большой в так называемом доме Франка. Участвовал в обществе шубравцев (szubrawców, «бездельников») и в издаваемых ими сатирических «Уличных ведомостях» („Wiadomości Brukowe“). Один из основателей и активных сотрудников журнала „Dziennik Wileński“.
По ликвидации университета в 1832 году — профессор Виленской Медико-хирургической академии.
Талантливый врач, был со дня основания председателем Медицинского общества в Вильне (1806—1836).

## Достижения
Считается отцом польской химии как учёный, разработавший основы польской химической номенклатуры и терминологии, и автор первого польского учебного пособия по химии („Początki chemii“, 1800). Оно пользовалось успехом и повторно выпускалось в 1807 и 1816—1817.
Его труд «Теория органических существ» (3 тома, 1804—1811) — одна из первых монографий в области биохимии в мировой литературе. В книге рассматриваются закономерности развития живых организмов и биологические процессы как результат обмена веществ. Свою теорию Снядецкий основывал на новейших достижениях физиологии. Труд был переведён на немецкий (1810—1821), французский языки (1825), повторно выпускался в Вильне (1838, 1861), в Польше (1905).
Пропагандировал гигиену и диетику, а также физическое воспитание, которое благодаря ему стало проводиться в школах.
Систематически анализируя платину, обнаружил неизвестный ранее металл, который назвал вестием (vestium), по названию открытой в 1807 году малой планеты Весты. В 1808 году известил об этом петербургскую Академию наук и прочитал об этом публичный доклад в Вильне. Однако в том же году французский Институт науки заявил, что такого металла не существует. Позднее выяснилось, что описанные Анджеем Снядецким свойства вестия совпадают со свойствами рутения, открытого в 1844 году профессором Казанского университета К. К. Клаусом (1796—1864).

## Труды
Писал труды по химии, биохимии, также литературно-критические статьи и сатирические фельетоны.
- Początki chemii («Начала химии», 1800)
- Teorja jestestw organicznych («Теория органических существ», 1804—1811)
- O fizycznym wychowaniu dzieci

## Увековечение
Отделение медицинских наук Польской академии наук ежегодно вручает премию имени Анджея Снядецкого, учреждённую в 1972 году. Премия вручается учёным и группам учёных за наиболее выдающиеся достижения в развитии медицинских наук. С 1979 года премия вручается вместе с бронзовой медалью Анджея Снядецкого. Награда относится, наряду с премиями Фонда польской науки, к наиболее престижным научным наградам Польши. Имя Снядецкого носят лицеи в Быдгощи, Кельце, Лодзи, Ольштыне и других городах Польши. В ноябре 2008 года на химическом факультете Вильнюсского университета по улице Наугардуко (Naugarduko g. 24) открыта специально оборудованная аудитория Анджея Снядецкого.
Имя Анджея Снядецкого носит одна из улиц в белорусском райцентре Ошмяны.